# Чемпіонат світу з трекових велоперегонів 1979
Чемпіонат світу з трекових велоперегонів 1979 проходив з 29 серпня по 2 вересня 1979 року в Амстердамі, Нідерланди. Усього на чемпіонаті розіграли 12 комплектів нагород — 10 у чоловіків та 2 у жінок.

## Медалісти

### Чоловіки
Професіонали
| Дисципліна                         | Золото         | Срібло          | Бронза         |
| Спринт                             | Накано Коїчі   | Дітер Беркман   | Мішель Ваартен |
| Індивідуальна гонка переслідування | Берт Оостербош | Франческо Мозер | Герман Понстен |
| Гонка за лідером                   | Мартін Венікс  | Вілфрід Пеффґен | Сеес Стам      |

Аматори
| Дисципліна                         | Золото                                                          | Срібло                                                              | Бронза                                                                           |
| Спринт                             | Лютц Хессліх                                                    | Емануель Раш                                                        | Крістіан Дрешер                                                                  |
| Гіт на 1000 м                      | Лотар Томс                                                      | Ґордон Сінґлтон                                                     | Едуард Рапп                                                                      |
| Індивідуальна гонка переслідування | Микола Макаров                                                  | Мауріціо Бідіност                                                   | Ален Бондю                                                                       |
| Командна гонка переслідування      | НДР Лютц Хауайзен Ґеральд Мортаґ Аксель Ґроссер Фолькер Вінклер | СРСР Віктор Манаков Василій Ерліх Володимир Осокін Віталій Петраков | Італія Мауріціо Бідіност П'єранджело Бінколетто Сільвестро Мілані Сандро Калларі |
| Спринт на тандемах                 | Франція Яве Каар Франк Депін                                    | ФРН Дітер Ґібкен Ханс-Пітер Райман                                  | Чехословаччина Владимир Вацкарж Мирослав Вимазал                                 |
| Гонка за лідером                   | Маттеус Пронк                                                   | Гвідо Ван Меел                                                      | Габі Міннебоо                                                                    |
| Гонка за очками                    | Ігор Слама                                                      | П'єранджело Бінколетто                                              | Урс Фройлер                                                                      |

### Жінки
| Дисципліна                         | Золото               | Срібло              | Бронза           |
| Спринт                             | Галина Царьова       | Труус ван дер Плаат | Сью Новара       |
| Індивідуальна гонка переслідування | Кеті ван Оостен-Гахе | Анн Рімерсма        | Луїджина Біссолі |

## Загальний медальний залік
| Місце  | Країна         | Золото | Срібло | Бронза | Загалом |
| ------ | -------------- | ------ | ------ | ------ | ------- |
| 1      | Нідерланди     | 4      | 2      | 3      | 9       |
| 2      | НДР            | 3      | 1      | 1      | 5       |
| 3      | СРСР           | 2      | 1      | 1      | 4       |
| 4      | Франція        | 1      |        | 1      | 2       |
| 4      | Чехословаччина | 1      |        | 1      | 2       |
| 6      | Японія         | 1      |        |        | 1       |
| 7      | Італія         |        | 3      | 2      | 5       |
| 8      | ФРН            |        | 3      |        | 3       |
| 9      | Бельгія        |        | 1      | 1      | 2       |
| 10     | Канада         |        | 1      |        | 1       |
| 11     | Швейцарія      |        |        | 1      | 1       |
| 11     | США            |        |        | 1      | 1       |
| Всього | Всього         | 12     | 12     | 12     | 36      |